# Референдум о названии Македонии
Референдум в Республике Македонии по вопросу одобрения договора с Грецией, предусматривающего смену названия страны, прошёл 30 сентября 2018 года. Гражданам бывшей югославской республики предлагалось ответить на вопрос

Поддерживаете ли Вы членство в ЕС и НАТО, принимая соглашение между Республикой Македонией и Греческой Республикой?
Оригинальный текст (макед.)Дали сте за членство во ЕУ и НАТО со прифаќање на Договорот помеѓу Република Македонија и Република Грција?

Референдум был призван разрешить двадцатисемилетний спор между Грецией и Республикой Македонией об именовании последней, из-за которого Грецией были заблокированы переговоры о вступлении бывшей югославской Республики Македонии в Европейский союз и НАТО.

## Предыстория
После отделения Македонии от Югославии в 1991 году правительство Греции выступило против наименования новой страны, считая, что оно предполагает территориальные претензии на провинцию Македония в составе Греции. При присоединении Республики Македонии к Организации Объединённых Наций в 1993 году был достигнут компромисс, согласно которому страна в составе ООН получила временное официальное наименование «Бывшая югославская Республика Македония». При этом Совет Безопасности ООН рекомендовал обеим сторонам продолжать сотрудничество для разработки всеобъемлющего решения конфликта, которое устраивало бы все стороны. Однако в течение последующих двадцати пяти лет попытки разрешить спор путём переговоров оказались неудачными.
В конце 2017 года интенсифицировались контакты между высокопоставленными представителями двух государств, что сделало возможным визит заместителя премьер-министра Республики Македонии Буяра Османи в Афины 9 января 2018 года для обсуждения возможных вариантов разрешения спора. На встрече премьер-министра Греции Алексиса Ципраса и Республики Македонии Зорана Заева на полях Давосского форума 24 января были достигнуты договорённости о вариантах решения спора об именовании Республики Македонии и об улучшении двусторонних отношений. Зоран Заев согласился предпринять меры в ответ на обеспокоенность Греции из-за политики антиквизации. В ответ на это Алексис Ципрас пообещал разблокировать процесс интеграции Республики Македонии в региональные инициативы и соглашения.
17 июня на торжественной церемонии, проходившей на озере Преспа на границе Греции и Республики Македонии, был подписан договор об урегулировании спора об именовании Македонии. Согласно договору бывшая югославская Македония будет переименована в Республику Северная Македония (макед. Република Северна Македонија). Официально признанным языком страны останется македонский со ссылкой на то, что он принадлежит славянской группе, а не родственен греческому языку и соответственно языку древних македонян. Граждан Республики Северная Македония по-прежнему будут называть македонцы. В течение шести месяцев после вступления договора в силу Республика Македония должна пересмотреть статус памятников, общественных зданий и инфраструктуры на своей территории и, если они каким-либо образом относятся к древнегреческой цивилизации, составляющей неотъемлемую часть культурного наследия Греции, принять соответствующие меры для указания на принадлежность соответствующих объектов к культурному наследию Греции. Македония обязуется больше не использовать символ Вергинской звезды, который был изображён на первом варианте флага независимой Македонии, и убрать все соответствующие изображения с государственных и общественных учреждений. Через месяц после подписания соглашения стороны создадут на паритетных началах Объединённый междисциплинарный комитет экспертов по историческим, археологическим и образовательным вопросам для выработки объективной интерпретации исторических событий на основе достоверных и научно обоснованных исторических источников и археологических находок. Комитет рассмотрит и, если потребуется, внесёт изменения в образовательные материалы, такие как учебники, карты, исторические атласы, используемые в странах-участницах, в соответствии с принципами и целями ЮНЕСКО и Совета Европы для устранения любых ирредентистских или ревизионистских отсылок. Комитет также будет оценивать все новые издания образовательных материалов.
20 июня 2018 года Собрание Республики Македония ратифицировало договор с Грецией, однако президент страны Георге Иванов отказался его подписать, отправив договор на пересмотр в парламент. 5 июля 2018 года Собрание Республики Македония повторно ратифицировало договор, после чего он был вынесен на всенародное голосование.

## Избирательная система
30 июля Собрание Республики Македония назначило дату проведения референдума на 30 сентября и вынесло на голосование следующий вопрос:

Поддерживаете ли Вы членство в ЕС и НАТО, принимая соглашение между Республикой Македонией и Греческой Республикой?
Оригинальный текст (макед.)Дали сте за членство во ЕУ и НАТО со прифаќање на Договорот помеѓу Република Македонија и Република Грција?

Для признания референдума состоявшимся в нём должны принять участие более половины от зарегистрированных избирателей. Согласно решению, принятому Собранием Республики Македония, референдум будет консультативным и не имеющим юридически обязательных последствий. Для вступления в силу поправок в конституцию после референдума их должен будет поддержать парламент большинством в две трети голосов. После завершения конституционной реформы соглашение также должно быть ратифицировано Грецией.
Избирательная администрация состоит из трёх уровней: Государственной избирательной комиссии (ГИК), восьмидесяти муниципальных избирательных комиссий (МИК) и комиссии города Скопье и около 3480 участковых избирательных комиссий (УИК). Согласно поправкам в Избирательный кодекс от июля 2018 года был сформирован временный состав ГИК на шестимесячный срок. Все члены ГИК были номинированы парламентскими партиями (четыре от партий правящей коалиции и три от оппозиции, включая председателя ГИК). В состав МИК входят пять членов и пять заместителей, а УИК состоят из трёх членов и трёх заместителей. Члены МИК и УИК выбираются случайным образом из числа государственных служащих.
Право голоса имеют граждане старше 18 лет, за исключением лиц, признанных недееспособными по решению суда. Списки избирателей составляются ГИК. Предварительные списки избирателей, включающие 1 805 700 имеющих право голоса граждан, были опубликованы 9 августа. С 9 до 23 августа проводилась общественная проверка списков, при которой избиратели имели право обратиться в ГИК для исправления обнаруженных несоответствий. В итоговый список избирателей, утверждённый ГИК 7 сентября, включены 1 806 336 человек, в том числе 2 694 человека, зарегистрировавшихся для голосования за рубежом.

## Позиции

### За соглашение
Главными сторонниками соглашения являются партии, входящие в правящую коалицию: Социал-демократический союз Македонии, Либерально-демократическая партия, Демократическое обновление Македонии, а также партии, представляющие албанское меньшинство. Эти политические силы считают договор с Грецией историческим шансом, который позволит интенсифицировать интеграцию страны в Европейский союз и Организацию Североатлантического договора. Правительство Республики Македонии на своём сайте разместило информацию о подписанном договоре, которая отвечает на наиболее распространённые причины обеспокоенности и критики соглашения.

### Против соглашения
К числу противников договора относятся крупнейшая оппозиционная партия ВМРО-ДПМНЕ и ряд непарламентских партий. Для противодействия вступлению соглашения в силу ВМРО-ДПМНЕ использовала как парламентские методы, голосуя против соглашения в Собрании Республики, так и непарламентские, включавшие организацию демонстрации противников договора, вето президента Георге Иванова, члена ВМРО-ДПМНЕ, на соглашение и отказ назначать своих представителей в Государственную избирательную комиссию, без чего она не могла начать работу. Блокирование работы Государственной избирательной комиссии со стороны ВМРО-ДПМНЕ продолжалось около месяца, пока правящая коалиция не пригрозила изменить порядок формирования избирательных комиссий в сторону меньшей зависимости от мнения оппозиции. После этого ВМРО-ДПМНЕ пошла на уступки, согласившись избрать новый состав Государственной избирательной комиссии в обмен на избирательную реформу, согласно которой за сто дней перед любыми будущими парламентскими выборами действующее правительство будет уходить в отставку, уступая власть техническому кабинету, который должен будет обеспечить свободные и справедливые выборы.
Противники договора считают, что он несёт в себе угрозу национальной идентичности македонцев и ставит страну в зависимость от иностранных держав. Тактикой поведения несогласных с переименованием страны стало не призывы к голосованию «против», а бойкот референдума, чтобы явка не превысила необходимые 50 % от общего числа избирателей. Для координации кампании было сформировано неофициальное движение «Бојкотирам», что в переводе с македонского значит «бойкотирую».

## Опросы общественного мнения о референдуме
| Даты опросов             | За     | Против | Не определились | Бойкотируют голосование | Погрешность | число опрошенных | Источник                                        |
| ------------------------ | ------ | ------ | --------------- | ----------------------- | ----------- | ---------------- | ----------------------------------------------- |
| 24 июля — 1 августа 2018 | 41,5 % | 35,1 % | 9,2 %           | 12,4 %                  | ± 3,1 %     | 1026             | Македонский центр международного сотрудничества |
| 28 июня — 15 июля 2018   | 49 %   | 22 %   | 13 %            | 16 %                    | ± 3,0 %     | 1100             | IRI Международный республиканский институт      |

## Ход референдума
Референдум начался, как и было запланировано, 30 сентября 2018 года в 07:00 по местному времени на 3480 избирательных участках. Следили за ходом голосования около 500 иностранных и приблизительно 12 000 местных наблюдателей. Явка в первые 2 часа составила 2,45 %. К 11 часам по местному времени явка избирателей достигла 8,12 %, а к 13 часам 15,68 %. На 15 часов явка составила 22,68 %. К 18:30 34,76 % избирателей, имеющих право голоса, пришли на избирательные участки.

## Результаты
Подавляющее большинство граждан Республики Македонии, пришедших на избирательные участки, поддержали Преспанское соглашение с Грецией, однако из-за того, что явка на референдуме не достигла 50 %, эти результаты не признаны действительными. При этом, поскольку референдум носит консультативный характер, он не накладывает никаких юридических ограничений на продолжение процесса ратификации Преспанского соглашения, для чего необходимо одобрение не менее двух третей депутатов Собрания Республики Македонии. После объявления результатов референдума премьер-министр Республики Македонии Зоран Заев пообещал внести на рассмотрение парламента конституционные поправки, имплементирующие основные положения соглашения с Грецией, и призвал депутатов оппозиционных партий поддержать их. В случае провала ратификации соглашения в Собрании Республики Македонии Зоран Заев заявил о готовности использовать «оставшиеся в его распоряжении демократические механизмы», а именно провести досрочные парламентские выборы с целью осуществления ратификации соглашения уже в парламенте нового созыва.
19 октября 2018 года парламент Македонии проголосовал за инициацию процесса внесения в конституцию представленных поправок. Из 120 депутатов решение поддержали 80, 39 проголосовали против, один воздержался.
3 декабря 2018 года парламент Македонии одобрил проект поправок в конституцию 67 голосами против 23 при 4 воздержавшихся. На данном этапе достаточно было простого большинства (61 депутат из 120).
11 января 2019 года состоялось третье и последнее голосование депутатов по новому названию страны. 81 депутат (при минимально необходимых 80) из 120 поддержал соответствующие поправки в конституцию. Воздержавшихся и голосовавших против не было.
25 января 2019 года греческо-македонское соглашение ратифицировал простым большинством греческий парламент. 153 депутата парламента поддержали соглашение, 146 проголосовали против.